# Шо (буква)
Ϸ, ϸ (шо) — вышедшая из употребления буква греческого письма, которая была введена вследствие завоевания Бактрии Александром Македонским, распространившим греческую письменность. Буквой шо предположительно записывался звук «ш», присущий бактрийскому языку.
Название условно; настоящее название, как и порядок в алфавите, неизвестно.

## Кодировка
В Юникоде символ присутствует с версии 4.0 под кодом U+03F7 и названием GREEK CAPITAL LETTER SHO для заглавной и U+03F8 и GREEK SMALL LETTER SHO для строчной соответственно.

## Галерея

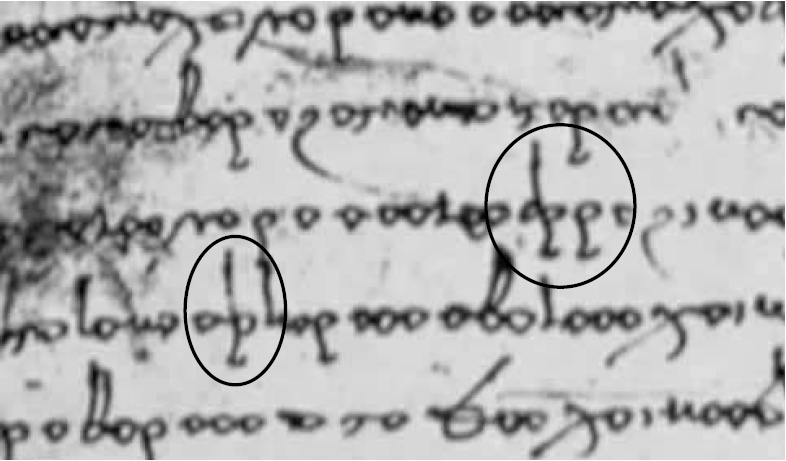
Буква «шо» в тексте на бактрийском языке
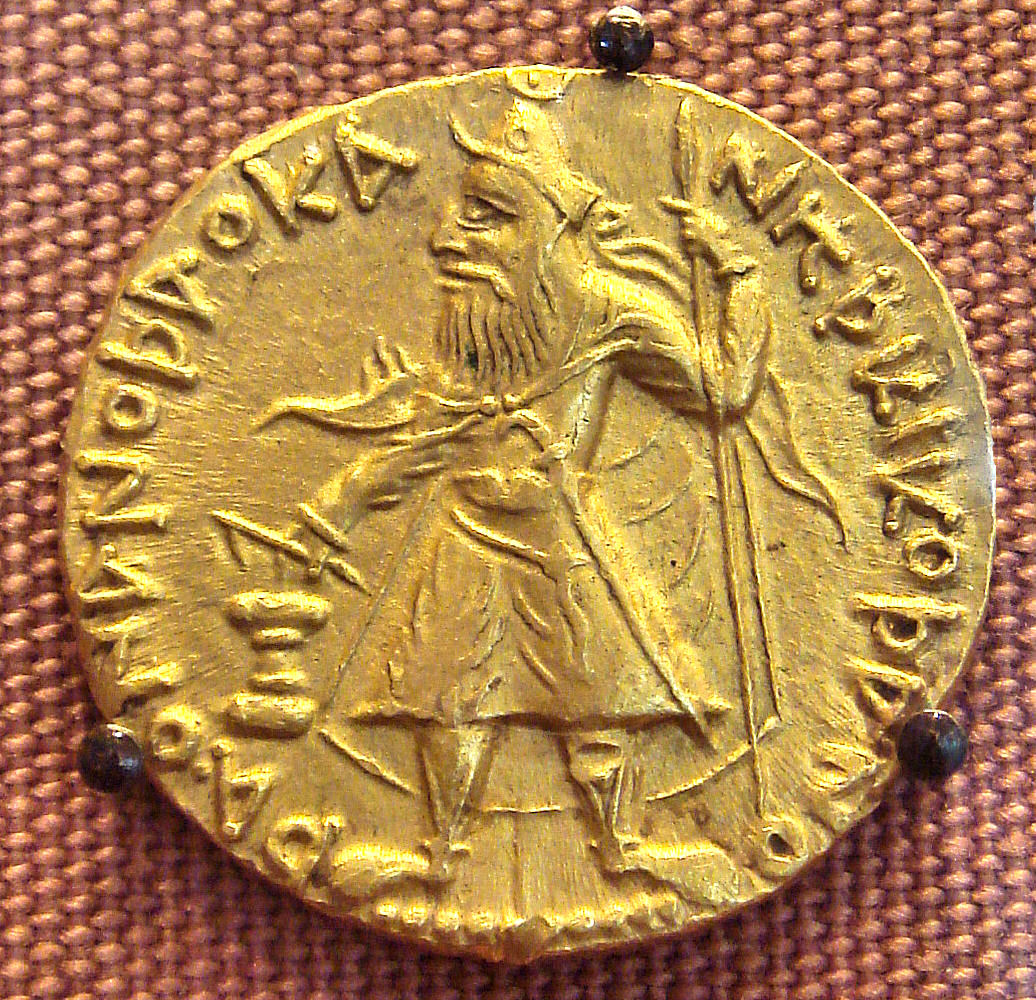
Монета с изображением царя Кушана Канишки I, в чьём имени присутствует буква шо (Κανηϸκι); надпись ϷΑΟΝΑΝΟϷΑΟ ΚΑΝΗϷΚΙ ΚΟϷΑΝΟ означает «Царь царей Канишка Кушан»
Бактрийская буква Ϸ в трёх различных исторических стилях написания[1] и в современном шрифте